# Mole prieto
El 'mole prieto es un mole originario de los municipios de Santa Ana Chiautempan y Contla de Juan Cuamatzi, en el estado de Tlaxcala (México). Este mole fue desde un principio una comida ritual en honor a la diosa Toci, Diosa de los Textiles y de La Salud, hacia la cual se le hacían grandes celebraciones en su santuario de Chiautempan.
Es entonces como nace el Tlilmolli o mole prieto, hecho de masa de maíz y grasa de cerdo, que en la época prehispánica se hacía a base de maíz y de guajolote, venado y/o Xoloitzcuintle
Este mole, a la llegada de los españoles, cambió rotundamente sus ingredientes y es así como tanto carne de venado, izcuintli y guajolote son sustituidas por la carne de cerdo.
Este plato típico tlaxcalteca es servido en cajetes y se toma caliente. Se acompaña de tamales de anís y se sirve con trozos de carne de cerdo. Se acostumbra en diversas celebraciones comunitarias, como las Fiestas patronales, Festividades de carnaval y la Celebración de Pascuas. En la celebración de mayordomías es frecuente su preferencia pues es un platillo que se prepara solo en grandes cantidades y que sirve para dar de comer a enormes cantidades de personas.
Este plato típico tlaxcalteca es servido en Chiautempan con motivo de las pascuas en honor a la imagen religiosa de Nuestro Padre Jesús del Convento de Santa Ana Chiautempan, venerado en el convento de Chiautempan, siendo entonces como este platillo se elabora después de las celebraciones de las pascuas de los barrios de Chiautempan.
De esta forma, queda en el siguiente orden:
1. Barrio de Ximentla
2. San Onofre
3. La Soledad
4. Tlapacoya.
5. Texcacoac
6. La Concepción
7. Chalma
8. Xaltantla
9. El templo de la virgen de Guadalupe
10. La Parroquia de Señora Santa Ana
11. El Alto
12. Fátima

## Modo de elaboración
Tres días antes del inicio del banquete ritual, las molenderas descuelan, (Quitan la Cola del Chile), el Chipotle Meco, posteriormente lo tuestan en un comal de barro nuevo y por último, se muele en metate.
En el mismo punto, otras mujeres hierven el maíz para tener el nixtamal (Base principal del mole prieto).
Mientras tanto, los hombres matan a un número de cerdos proporcional a los cazos a elaborarse de mole prieto, ya sean tres, dos o cuatro. Ya matados los cerdos, se procede a descuartizarlos. Hirviéndose los pedazos en los mismos cazos en los que el mole prieto se elabora.
Al día siguiente, los hombres abren varios hoyos, en los cuales se colocarán los cazos en los que se elaborará el mole.
Se realiza entonces el rito basado en que un hombre entierre una botella de licor, además, de que este hombre, pondrá una cruz de chilpotles y de nopales, todo esto para evitar que el mole al hervir, se suba y caiga. Se dice que la botella que se hubo enterrado, contendrá el licor más fuerte que antes del "entierro" de la botella.
Concluido este rito, se pone leña en el hoyo y se procede a colocar los cazos en los que se cocinará el mole. Así, se le agrega a los cazos el agua en la que los cerdos hirvieron, sal pura de mar, la masa del chilpotle meco y la masa del nixtamal, producida después de haberse hervido y molido este. Procediendo entonces los hombres a mover con una pala el mole, para no producirse el corte de este o su posterior subimiento.
Mientras tanto, en otro punto de la misma casa, las mujeres elaboran los tamales de anís, o también conocidos como "tamales tontos", debido a que no contienen algún otro ingrediente, solo masa de maíz.
Según marca la tradición, las personas anfitrionas del mole, no deben enojarse, ya que si ocurre esto, inexplicablemente, el mole empieza a hervir, a subir, a cortarse o a desparramarse del cazo.
Por último, puede anotarse que, el mole prieto, al contener una gran cantidad de grasa, no puede ser digerido con facilidad, así que, se sirve aguardiente, mezcal o tequila, para que el mole se "cueza", y no provoque efectos secundarios en el proceso de digestión de dicho platillo.
Es importante señalar que en la preparación del mole prieto, quien se encarga de la elaboración , es por lo general una mujer, a quien se denomina "molera", ella se encarga de proporcionar las cantidades de los ingredientes a ocupar. Se utiliza chilpotle meco y no chilpotle colorado, pues este proporciona al mole un color rojizo y no el típico color obscuro del mole prieto que se prepara en Chiautempan.
En otras comunidades cercanas a Chiautempan, como Contla, Tepatlaxco, utilizan el chilpotle colorado, lo que da un color y sabor diferente a su mole prieto. La molera personalmente días antes se encarga de tostar el chilpotle meco en un bracero con carbón, llega a ocupar varios días, ello en función de la cantidad de chile a tostar; después de este procedimiento, lo mete en costales y lo pisa, esto para facilitar a las "molenderas"; mujeres que antaño se prestaban para moler en metate el chile tostado, el nixtamal, la carne y grasa de cerdo. Continuando con la elaboración del mole prieto, en cazos de cobre enormes con una capacidad aproximada de 600 a 800 litros, donde un día antes se cuece la carne de cerdo en trozos grandes que son amarrados, para después retirarlos y dejar el caldo que al día siguiente es utilizado para la preparación del mole prieto. Con los ingredientes ya molidos el mismo día por las molenderas, la molera poco a poco agrega la carne, grasa y nixtamal molido en las cantidades que ella considera correctas, a partir de este momento una persona por lo general del sexo masculino se encarga de mover con una pala de madera larga de manera constante y hasta que esté cocido el mole prieto. La molera es la que indica en qué momento ya está listo el mole prieto para empezar a servirse, se vacía en ollas grandes de barro y se reparte en cajetes de barro a todas las personas que llegan a degustar este platillo típico de Santa Ana Chiautempan.
Actualmente, ya no es común ocupar molenderas, pues las mujeres ya no se prestan con facilidad para éstos menesteres, ahora, se llevan los ingredientes al molino, esto ha hecho que se pierda una tradición que era parte del compromiso de los mayordomos que tenían un compromiso de la iglesia y que conllevaba la elaboración del mole prieto.
Se dice que hace años a las molenderas, por la noche, ya que había pasado el compromiso, se les agradecía su apoyo en la preparación del mole prieto, con un baile y una cena. En fin, la preparación de este platillo típico, llamado "mole prieto", significaba todo un acontecimiento para los encargados y la gente que los apoyaba, es una tradición que lleva muchos años, y los santaneros celosos de sus costumbres, seguirán dando vida a sus tradiciones.